# Tetracymbaliella comptonii
Tetracymbaliella es un género monotípico de musgos hepáticas perteneciente a la familia Geocalycaceae. Su única especie Tetracymbaliella comptonii, es originaria de  Nueva Caledonia.

## Taxonomía
Tetracymbaliella comptonii fue descrita por (Pearson) Grolle    y publicado en Phytologia 47: 311. 1981[1981].